# Formbetingad funktion
Formbetingad funktion syftar inom maskintekniken på maskinelement där normalkraften mellan delarna tillgodoser funktionen. Hit räknas bland annat kedjor, kugghjul, kuggremmar och splines.